# San Giovanni (singolo)
San Giovanni è un singolo del cantante italiano Fulminacci, pubblicato il 6 dicembre 2019 come secondo estratto dalla riedizione del primo album in studio La vita veramente.

## Descrizione
Il brano, scritto dallo stesso artista e prodotto da Federico Nardelli e Giordano Colombo, è dedicato al quartiere di Roma dove si colloca la Basilica di San Giovanni in Laterano.

## Tracce
1. San Giovanni – 2:54

## Video musicale
Il videoclip del brano, diretto da Lorenzo Silvestri e Andrea Santaterra, è stato pubblicato l'11 dicembre 2019 attraverso il canale YouTube del cantante.